# Ronde van Chongming 2023
De Ronde van Chongming 2023 was de veertiende editie van deze rittenkoers georganiseerd op het eiland Chongming, nabij Shanghai in China, die net als de voorgaande edities deel uitmaakte van de UCI Women's World Tour 2023 en die van 12 tot en met 14 oktober werd verreden. Titelverdedigster Lorena Wiebes nam niet deel. Zij werd opgevolgd door de Italiaanse Chiara Consonni, die in de slotrit de dubbelslag sloeg.
Het was de eerste keer sinds mei 2019 dat de wedstrijd weer werd verreden. In de jaren ertussen werd de wedstrijd telkens geannuleerd vanwege de coronapandemie.

## Deelnemende ploegen
Zeven van de vijftien World Tourteams nemen deel, aangevuld met negen continentale ploegen en de nationale selecties van China en Hongkong. Onder de deelnemende ploegen waren het Nederlandse Liv Racing TeqFind en het Belgische Duolar-Chevalmeire. Er deden tien Nederlandse en twee Belgische rensters mee.
| UCI-World Tourteams                                                                                        | UCI-teams | Selecties      |
| --- | --- | -------------- |
| FDJ-Suez Human Powered Health Israel Premier Tech Roland Jayco AlUla Liv Racing TeqFind UAE Team ADQ Uno-X | ARA-Skip Capital Ceratizit-WNT China Liv Pro Cycling Coop-Hitec Products Dukla Praha Duolar-Chevalmeire Hebei Women Team Li Ning Star Ladies Tashkent City | China Hongkong |

## Etappe-overzicht
| etappe | datum      | start     | finish    | profiel    | afstand  | winnaar         | klassementsleider |
| ------ | ---------- | --------- | --------- | ---------- | -------- | --------------- | ----------------- |
| 1e     | 12 oktober | Chongming | Chongming | Vlakke rit | 108,9 km | Mylène de Zoete | Mylène de Zoete   |
| 2e     | 13 oktober | Changxing | Chongming | Vlakke rit | 128,6 km | Hanna Tserakh   | Hanna Tserakh     |
| 3e     | 14 oktober | Chongming | Chongming | Vlakke rit | 112,3 km | Chiara Consonni | Chiara Consonni   |

## Etappes

### 1e etappe
| Chongming Island naar Chongming Island (108,9 km) |                     |                            |          |
| Plaats                                            | Naam                | Ploeg                      | Tijd     |
| Winnaar                                           | Mylène de Zoete     | Ceratizit-WNT              | 2u34'47" |
| 2                                                 | Georgia Baker       | Jayco AlUla                | z.t.     |
| 3                                                 | Daria Pikulik       | Human Powered Health       | z.t.     |
| 4                                                 | Chiara Consonni     | UAE Team ADQ               | z.t.     |
| 5                                                 | Martina Fidanza     | Ceratizit-WNT              | z.t.     |
| 6                                                 | Luyao Zeng          | China                      | z.t.     |
| 7                                                 | Rachele Barbieri    | Liv Racing TeqFind         | z.t.     |
| 8                                                 | Mia Griffin         | Israel Premier Tech Roland | z.t.     |
| 9                                                 | Georgia Danford     | Coop-Hitec Products        | z.t.     |
| 10                                                | Maggie Coles-Lyster | Israel Premier Tech Roland | z.t.     |

| Algemeen klassement |                   |                      |          |
| Plaats              | Naam              | Ploeg                | Tijd     |
| Gele trui           | Mylène de Zoete   | Ceratizit-WNT        | 2u34'37" |
| 2                   | Georgia Baker     | Jayco AlUla          | + 4"     |
| 3                   | Daria Pikulik     | Human Powered Health | + 6"     |
| 4                   | Chiara Consonni   | UAE Team ADQ         | + 7"     |
| 5                   | Xin Tang          | China                | z.t.     |
| 6                   | Vittoria Guazzini | FDJ-Suez             | + 8"     |
| 7                   | Taisa Naskovich   | Li Ning Star Ladies  | z.t.     |
| 8                   | Hanna Tserakh     | Li Ning Star Ladies  | + 9"     |
| 9                   | Tiril Jørgensen   | Coop-Hitec Products  | z.t.     |
| 10                  | Martina Fidanza   | Ceratizit-WNT        | + 10"    |

### 2e etappe
| Changxing Island - Chongming Island (128,6 km) |                     |                            |          |
| Plaats                                         | Naam                | Ploeg                      | Tijd     |
| Winnaar                                        | Hanna Tserakh       | Li Ning Star Ladies        | 3u18'11" |
| 2                                              | Martina Fidanza     | Ceratizit-WNT              | z.t.     |
| 3                                              | Chiara Consonni     | UAE Team ADQ               | z.t.     |
| 4                                              | Maggie Coles-Lyster | Israel Premier Tech Roland | z.t.     |
| 5                                              | Emilia Fahlin       | FDJ-Suez                   | z.t.     |
| 6                                              | Xin Tang            | China                      | z.t.     |
| 7                                              | Luyao Zeng          | China                      | z.t.     |
| 8                                              | Danique Braam       | Duolar-Chevalmeire         | z.t.     |
| 9                                              | Georgia Baker       | Jayco AlUla                | z.t.     |
| 10                                             | Anniina Ahtosalo    | Uno-X                      | z.t.     |

| Algemeen klassement |                   |                      |          |
| Plaats              | Naam              | Ploeg                | Tijd     |
| Gele trui           | Hanna Tserakh     | Li Ning Star Ladies  | 5u52'47" |
| 2                   | Mylène de Zoete   | Ceratizit-WNT        | + 1"     |
| 3                   | Chiara Consonni   | UAE Team ADQ         | + 2"     |
| 4                   | Daria Pikulik     | Human Powered Health | + 4"     |
| 5                   | Martina Fidanza   | Ceratizit-WNT        | + 5"     |
| 6                   | Georgia Baker     | Jayco AlUla          | z.t.     |
| 7                   | Olga Zabelinskaja | Tashkent City        | z.t.     |
| 8                   | Xin Tang          | China                | + 8"     |
| 9                   | Vittoria Guazzini | FDJ-Suez             | + 9"     |
| 10                  | Taisa Naskovich   | Li Ning Star Ladies  | z.t.     |

### 3e etappe
| Chongming Island naar Chongming Island (118,4 km) |                     |                            |          |
| Plaats                                            | Naam                | Ploeg                      | Tijd     |
| Winnaar                                           | Chiara Consonni     | UAE Team ADQ               | 2u47'47" |
| 2                                                 | Daria Pikulik       | Human Powered Health       | z.t.     |
| 3                                                 | Martina Fidanza     | Ceratizit-WNT              | z.t.     |
| 4                                                 | Anniina Ahtosalo    | Uno-X                      | z.t.     |
| 5                                                 | Maggie Coles-Lyster | Israel Premier Tech Roland | z.t.     |
| 6                                                 | Rachele Barbieri    | Liv Racing TeqFind         | z.t.     |
| 7                                                 | Hanna Tserakh       | Li Ning Star Ladies        | z.t.     |
| 8                                                 | Elena Pirrone       | Israel Premier Tech Roland | z.t.     |
| 9                                                 | Mylène de Zoete     | Ceratizit-WNT              | z.t.     |
| 10                                                | Luyao Zeng          | China                      | z.t.     |

| Algemeen klassement |                     |                            |          |
| Plaats              | Naam                | Ploeg                      | Tijd     |
| Gele trui           | Chiara Consonni     | UAE Team ADQ               | 8u40'21" |
| 2                   | Mylène de Zoete     | Ceratizit-WNT              | + 9"     |
| 3                   | Daria Pikulik       | Human Powered Health       | + 10"    |
| 4                   | Hanna Tserakh       | Li Ning Star Ladies        | + 13"    |
| 5                   | Martina Fidanza     | Ceratizit-WNT              | + 14"    |
| 6                   | Georgia Baker       | Jayco AlUla                | + 18"    |
| 7                   | Olga Zabelinskaja   | Tashkent City              | z.t.     |
| 8                   | Xin Tang            | China                      | + 20"    |
| 9                   | Maggie Coles-Lyster | Israel Premier Tech Roland | + 21"    |
| 10                  | Anniina Ahtosalo    | Uno-X                      | z.t.     |

## Klassementenverloop
De gele trui wordt uitgereikt aan de rijdster met de laagste totaaltijd.
 De groene trui wordt uitgereikt aan de rijdster met de meeste punten van de etappefinishes en tussensprints.
 De bolletjestrui wordt uitgereikt aan de rijdster met de meeste behaalde punten uit bergtop passages (meestal uitgereikt op bruggen).
 De witte jongerentrui wordt uitgereikt aan de eerste rijdster tot 23 jaar in het algemeen klassement.
 De blauwe trui voor beste Aziatische wordt uitgereikt aan de eerste Aziatische rijdster in het algemeen klassement.
| Etappe         | Winnaar         | Algemeen klassement | Puntenklassement | Bergklassement | Jongerenklassement | Beste Aziatische  | Ploegenklassement          |
| -------------- | --------------- | ------------------- | ---------------- | -------------- | ------------------ | ----------------- | -------------------------- |
| 1              | Mylène de Zoete | Mylène de Zoete     | Mylène de Zoete  | Nina Kessler   | Xin Tang           | Xin Tang          | Israel Premier Tech Roland |
| 2              | Hanna Tserakh   | Hanna Tserakh       | Chiara Consonni  | Nina Kessler   | Xin Tang           | Olga Zabelinskaja | Israel Premier Tech Roland |
| 3              | Chiara Consonni | Chiara Consonni     | Chiara Consonni  | Hanna Tserakh  | Xin Tang           | Olga Zabelinskaja | Israel Premier Tech Roland |
| Eindklassement | Eindklassement  | Chiara Consonni     | Chiara Consonni  | Hanna Tserakh  | Xin Tang           | Olga Zabelinskaja | Israel Premier Tech Roland |